# بو برونسون
بو برونسون (بالإنجليزية: Po Bronson)‏ (14 مارس 1964، سياتل في الولايات المتحدة)؛ كاتب، صحفي وروائي أمريكي.